# Vietoluperus
Vietoluperus is een geslacht van kevers uit de familie bladkevers (Chrysomelidae).
De wetenschappelijke naam van het geslacht werd in 1981 gepubliceerd door Medvedev & Dang Tkhi Dap.

## Soorten
- Vietoluperus alleculoides Medvedev & Dang, 1981